# Coup d'État de mai (Serbie)
Pour les articles homonymes, voir Coup d'État de mai.

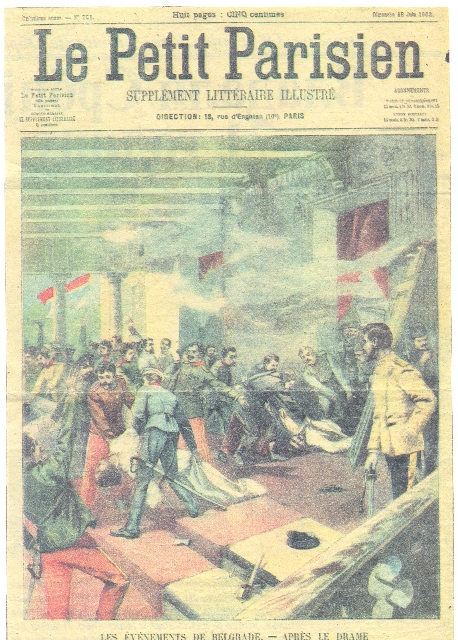
Le coup d'État de mai vu par le journal français Le Petit Parisien

Le coup d'État de mai (en serbe cyrillique : Мајски преврат ; en serbe latin : Majski prevrat) est un coup d'État qui a lieu en Serbie dans la nuit du 28 au 29 mai 1903 (10 au 11 juin selon le calendrier grégorien). Le roi de Serbie Alexandre Ier Obrenović et sa femme, la reine Draga, sont assassinés dans leur palais royal de Belgrade par un groupe d'officiers conduits par le capitaine Dragutin Dimitrijević dit « Apis ».
Le coup d'État conduit à l'extinction de la dynastie des Obrenović qui régnait sur la Serbie depuis 1817. Le pouvoir passe entre les mains de la dynastie rivale des Karađorđević. Il engendre des conséquences importantes sur les relations entre la Serbie et les autres puissances européennes, les Obrenović étant alliés de l'Autriche-Hongrie, tandis que les Karađorđević entretenaient des liens étroits avec la Russie et la France.
En même temps que le couple royal, les conspirateurs assassinent aussi le Premier ministre Dimitrije Cincar-Marković et le ministre des Armées Milovan Pavlović.

## Contexte
Dans les années 1804 à 1835, à la suite d'un premier et d'un second soulèvement, la Serbie se libéra progressivement du contrôle de l'Empire ottoman, devenant une principauté autonome dirigée alternativement par les familles rivales des Obrenović et des Karađorđević, jouets des rivalités austro-russes dans les Balkans. Les deux dynasties recevaient alors un soutien financier de leurs puissants alliés.

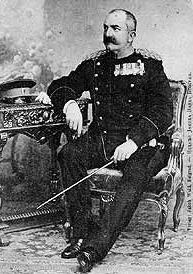
Le roi Milan Obrenović

Après l'assassinat du prince Michel Obrenović le 29 mai 1868 (10 juin dans le calendrier grégorien), son cousin Milan Obrenović devint à son tour prince de Serbie. Il épousa Natalia Keško, la fille d'un boyard moldave. Souverain autocratique, Milan était impopulaire ; en revanche, à la suite du congrès de Berlin de 1878, la Serbie devint totalement indépendante de la Sublime Porte et vit son territoire agrandi. Comme la Russie avait apporté son soutien à la Bulgarie lors de la signature du traité de San Stefano, Milan fit de l'Autriche-Hongrie son allié. Il se proclama lui-même roi de Serbie en 1882, mais l'écrasement sanglant de la révolte du Timok conduite par le Parti national radical, et la défaite militaire dans la guerre contre la Bulgarie (1885-1886) entamèrent encore sa popularité.
Sur le plan privé, Milan traversait également une période difficile, avec des querelles de plus en plus fréquentes avec la reine Natalija. Le roi n'était pas un mari fidèle mais, surtout, un différend politique l'opposait à sa femme : il était favorable à l'Autriche-Hongrie, la reine soutenait la politique de la Russie. En 1886, le couple se sépara et la reine quitta le royaume, emmenant avec elle le jeune prince Alexandre, le futur roi Alexandre Ier. Tandis qu'elle séjournait à Wiesbaden en 1888, le roi Milan réussit à lui reprendre le prince héritier dont il entreprit l'éducation. Milan exerça une forte pression sur le métropolite de l'Église orthodoxe serbe pour que son mariage fût annulé et obtint un divorce qui, par la suite, fut annulé comme illégal.
Le 22 décembre 1888 (3 janvier 1889 dans le calendrier grégorien), sous la pression du Parti national radical et avec l'accord formel du Parti libéral et du Parti progressiste serbe, Milan adopta une nouvelle constitution plus libérale que celle de 1869, instituant dans le pays une véritable démocratie parlementaire. Deux mois plus tard, le 6 mars, le roi abdiqua soudainement en faveur de son fils, sans que l'on connaisse vraiment la raison de son départ; l'ancien roi se retira à Paris, où il vécut comme un simple citoyen. Vu la jeunesse du nouveau roi Alexandre, un conseil de régence fut désigné, composé de Jovan Ristić, du général Kosta Protić et du général Jovan Belimarković. Les radicaux obtinrent l'autorisation de participer à nouveau à la vie politique. Le radical Sava Grujić forma un nouveau gouvernement auquel succéda en 1891 un autre gouvernement dirigé par Nikola Pašić, le chef du parti radical. Rompant avec la politique pro-autrichienne de Milan, le nouveau gouvernement radical se rapprocha de la Russie impériale. Au cours de l'été 1891, le roi Alexandre et Nikola Pašić rendirent visite au tsar Alexandre III de Russie. Le tsar promit que la Russie ne permettrait en aucun cas l'annexion de la Bosnie-Herzégovine par l'Autriche-Hongrie et qu'elle soutiendrait les intérêts serbes en Vieille Serbie et en Macédoine.
La mère d'Alexandre, l'ancienne reine Natalija, fut bannie de Belgrade à la demande de son fils et se réfugia en France à Biarritz, avec sa dame de compagnie, la future reine Draga Mašin.
Après la mort du régent Protić le 4 juin 1892, un conflit surgit entre Nikola Pašić, qui revendiquait pour lui-même la place vacante au conseil de régence, et le régent Ristić, qui détestait Pašić. En 1892, Ristić confia le gouvernement au Parti libéral, auquel il avait toujours été lié, et il nomma Jovan Avakumović en tant que nouveau Premier ministre. Cette décision et celles prises ensuite par les libéraux provoquèrent le mécontentement. Face à cette situation, le 13 avril 1893, le jeune roi Alexandre fit un coup d'État ; il retint prisonniers au palais les régents et les ministres du gouvernement et se déclara majeur ; il rappela ensuite les radicaux au pouvoir. Dans une courte période, se succédèrent au poste de Premier ministre Lazar Dokić, Sava Grujić, Đorđe Simić et Svetozar Nikolajević. L'un des hommes d'armes qui l'aidèrent à emprisonner les régents et les ministres était le colonel Laza Petrović.
Au début de son règne, le roi Alexandre prit des mesures dans les questions militaires, économiques et financières. Il désapprouvait par-dessus tout la lutte des partis et, le 9 janvier 1894, pour se débarrasser des radicaux, il invita son père Milan à revenir en Serbie. Le gouvernement radical donna alors immédiatement sa démission et rentra dans l'opposition. Dès le retour de Milan en Serbie, son influence se fit sentir sur les affaires du pays.
Le roi Alexandre tenta sans succès de maintenir une politique de neutralité gouvernementale. De ce fait, le 9 mai 1894, il fit un nouveau coup d'État, abolit la constitution de 1888 et rétablit celle de 1869. Il fut par la suite tiraillé entre son père qui l'attirait vers une alliance avec l'Autriche-Hongrie et sa mère qui l'inclinait du côté de la Russie. Après quelques mois de séjour en Serbie, Milan dut à nouveau repartir; et, un mois après son départ, sa mère Natalija fut autorisée à revenir à Belgrade. Natalija invita son fils à Biarritz, où il rencontra Draga Mašin, qui avait douze ans de plus que lui ; il tomba immédiatement amoureux de la dame de compagnie de sa mère. Natalija, qui avait vent de cette aventure, n'y prêtait pas attention, croyant qu'il ne s'agissait que d'une amourette de courte durée.
Pendant ce temps, le progressiste Stojan Novaković constitua un nouveau gouvernement. Alexandre répondit favorablement à la demande de son père qui l'invitait à Vienne. En signe d'amitié entre l'Autriche et la Serbie, il récompensa le ministre autrichien des Finances Béni Kállay qui était devenu gouverneur de la Bosnie-Herzégovine. Ce geste fut défavorablement accueilli en Serbie du fait de la concurrence avec la diplomatie autrichienne dans les prétentions à annexer la Bosnie-Herzégovine,.

## Mariage avec Draga Mašin et conséquences

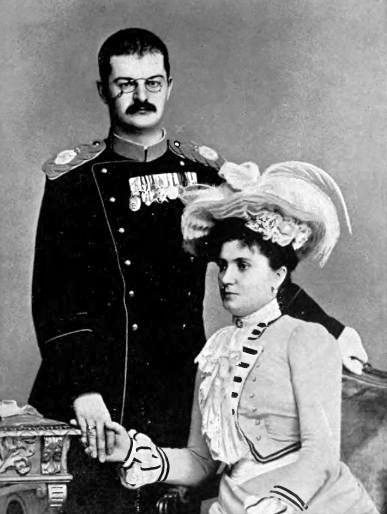
Le roi Alexandre Ier et la reine Draga

Le roi Alexandre invita une nouvelle fois son père à revenir en Serbie. À l'arrivée de l'ex-roi Milan, le 7 octobre 1897, un nouveau gouvernement fut formé, avec à sa tête Vladan Đorđević. Milan fut nommé Commandant suprême de l'armée du royaume de Serbie. Le nouveau gouvernement et Milan recherchaient pour le jeune roi une princesse originaire d'une cour occidentale qui puisse devenir sa femme, ignorant que le jeune Alexandre rencontrait régulièrement Draga Mašin.
L'ancien roi Milan était de plus en plus impliqué dans la vie politique du pays, se montrant un grand adversaire du Parti national radical. Le 24 juin 1899, il fut victime d'une tentative d'assassinat. Sous prétexte de négocier un mariage avec la princesse allemande Alexandra de Schaumburg-Lippe, le roi Alexandre envoya son père à Carlsbad, et, parallèlement, il envoya le premier ministre Đorđević à Marienbad pour signer une alliance avec l'Autriche-Hongrie. Aussitôt après le départ de ces deux hommes, le roi annonça ses fiançailles avec Draga Mašin.
Draga Mašin était une ancienne dame de compagnie de sa mère la reine Natalija et la veuve de l'ingénieur Svetozar Mašin ; elle avait douze ans de plus que lui et l'usage pour un roi était de rechercher une union avec une femme originaire de la noblesse. L'annonce de ce mariage ne suscita pas l'unanimité. L'ancien roi Milan, qui désapprouvait le mariage, refusa de rentrer en Serbie et mourut par la suite à Vienne en 1901. La reine Natalija était elle aussi opposée à cette union ; elle écrivit une lettre à son fils Alexandre pour lui faire part des mauvaises rumeurs circulant en Russie à propos de Draga. Le ministre des Affaires étrangères, Andra Đorđević, rendit visite au métropolite de Belgrade pour lui demander de refuser de bénir ce mariage. Alexandre rendit également visite au même métropolite pour le menacer d'abdiquer s'il n'obtenait pas sa bénédiction. En signe de protestation, le gouvernement de Vladan Đorđević donna sa démission. Parmi les opposants les plus déterminés à ce mariage figurait Đorđe Genčić, ministre de l'Intérieur du gouvernement Đorđević. À cause de cette opposition, le roi Alexandre l'emprisonna pendant plusieurs jours. La situation difficile d'Alexandre trouva une issue quand le tsar Nicolas II de Russie accepta d'être le témoin d'Alexandre.
Le mariage eut lieu le 23 juillet 1900. Parmi les officiers du cortège figurait Dragutin Dimitrijević Apis, l'un des futurs conspirateurs. En raison des relations internationales tendues créées par cette union, le politique étrangère du roi Alexandre s'orienta vers la Russie. À l'occasion de son mariage, le roi fit libérer de prison les membres du Parti national radical accusés d'avoir soutenu la tentative d'assassinat de l'ancien roi Milan.
Après la mort de son père Milan en 1901, le roi Alexandre, pour faire un geste parce que la reine attendait un enfant, accorda son pardon à tous les prisonniers politiques du pays, y compris à Đorđe Genčić et aux autres radicaux. En avril 1901, il « fit don » d'une nouvelle constitution instituant un système bicaméral, avec un Sénat (chambre haute) et une assemblée nationale (chambre basse) ; le roi s'accordait le droit de nommer une majorité de sénateurs, mesure destinée à asseoir ses intérêts. Dès le 20 mars 1901, le roi avait nommé un nouveau gouvernement conduit par le radical Mihailo Vujić ; les radicaux, après de vifs débats et au prix d'une scission conduisant à la création du Parti radical indépendant, acceptèrent la nouvelle constitution . Le nouveau gouvernement comprenait également des membres du Parti libéral.
La grossesse de la reine Draga posa vite un problème. Selon un rapport secret, on avait averti le roi de la potentielle stérilité de la reine, due à un accident survenu dans sa jeunesse, rapport auquel Alexandre refusa d'apporter son crédit. Il se révéla que sa grossesse était feinte. Une des premières réactions vint de la cour de Russie et du tsar Nicolas II qui refusa de recevoir le couple royal bien qu'une visite eût été prévue. Le roi Alexandre reprocha au gouvernement radical cette mise à l'écart et, après un nouveau coup d'État, il établit un nouveau gouvernement dirigé par le général Dimitrije Cincar-Marković le 6 novembre 1902. Ce rejet de la cour russe conduisit le roi à tenter de se rapprocher à nouveau de l'Autriche-Hongrie. Dès janvier 1902, Alexandre avait envoyé son secrétaire personnel à Vienne, avec la promesse de résoudre la question de sa succession en accord avec la Double monarchie, en adoptant l'un des descendants en ligne féminine de la dynastie des Obrenović vivant en Autriche-Hongrie. De son côté, la reine Draga pensait que son mari pourrait adopter son frère Nikodije Lunjevica.
Le 23 mars 1903, Dimitrije Tucović organisa un rassemblement de travailleurs et d'étudiants mécontents. Le rassemblement se transforma en conflit ouvert avec la police et l'armée, causant la mort de six manifestants lors des affrontements. Considérant qu'il ne saurait remporter de nouvelles élections, le roi Alexandre effectua deux coups d'État. Par le premier, il abolit la constitution qu'il avait octroyée, renvoya le Sénat et l'Assemblée Nationale, et nomma de nouveaux membres à ce même sénat, au Conseil d'État et aux diverses cours du royaume. Par le second coup d'État, le roi rétablit la constitution qu'il venait juste d'abolir. De nouvelles élections eurent lieu le 18 mai 1903 (le 31 mai selon le calendrier grégorien) que le gouvernement remporta. Ce succès fut le dernier succès politique remporté par le roi Alexandre Ier.

## Complot des officiers

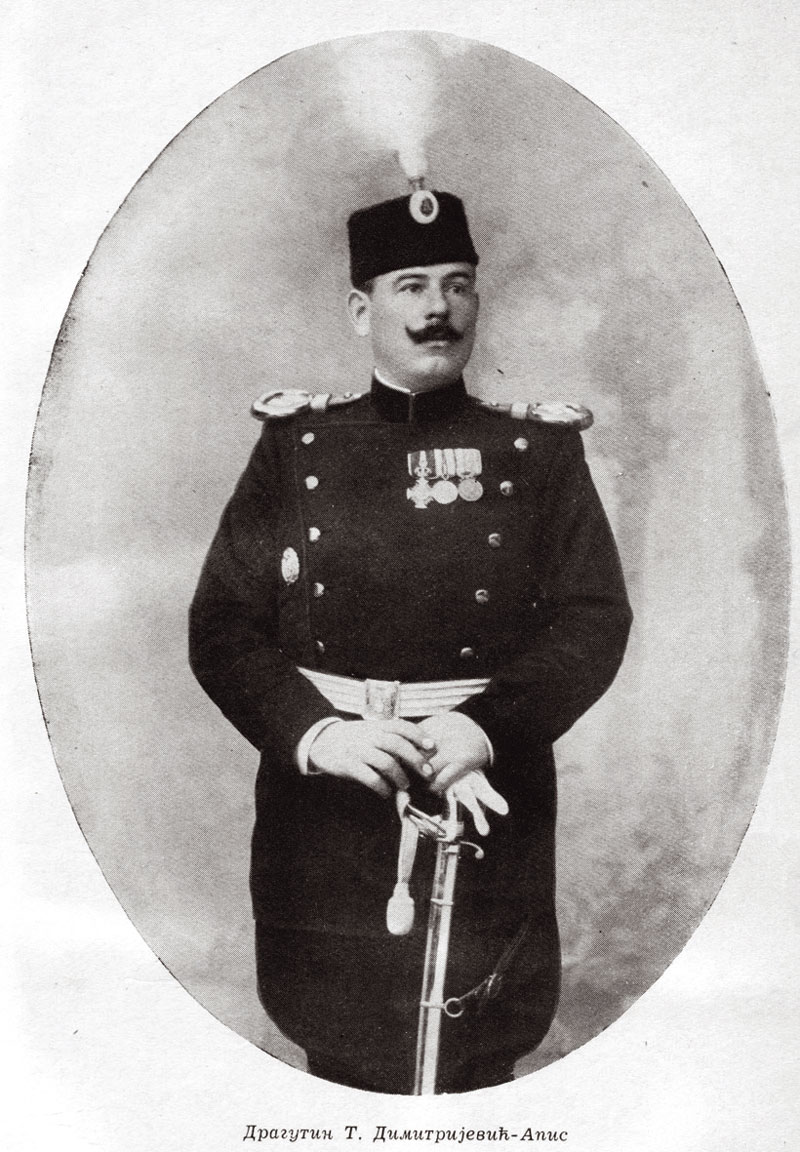
Dragutin Dimitrijević Apis, un des chefs du complot

De jeunes officiers avaient protesté contre la grossesse feinte de la reine et contre les critiques qu'elle avait values à la Serbie. Le frère de la reine, Nikola Lunjevica, était lui-même un jeune officier ; mais ce beau-frère du roi était vivement critiqué pour son caractère et pour avoir tué un policier en état d'ivresse ; des rapports étaient demandés contre lui.
Dès août 1901, le lieutenant de cavalerie Antonije Antić, le neveu de Đorđe Genčić, les capitaines Radomir Aranđelović et Milan Petrović, ainsi que les lieutenants Dragutin Dimitrijević et Dragutin Dulić conçurent un complot pour assassiner le roi et la reine. Leur première réunion eut lieu le 6 septembre 1901 (19 septembre dans le calendrier grégorien) dans l'appartement du lieutenant Antić. Par la suite, les lieutenants Milan Marinković et Nikodije Popović se joignirent à la conspiration. Parmi les conspirateurs figurait aussi Aleksandar Mašin, un colonel en retraite et propre frère du premier mari de la reine Draga. Selon le plan originel, Alexandre et Draga devaient être tués par des couteaux plongés dans du cyanure de potassium au cours d'une réception à Fondation Ilija Kolarac, prévue pour la reine le 11 septembre 1901 (24 septembre dans le calendrier grégorien). Mais le plan échoua parce que le couple royal ne s'y montra pas. Après avoir développé leurs contacts dans l'armée, les conspirateurs décidèrent de se rallier des hommes politiques et de simples citoyens. Le complot fut d'abord présenté à Đorđe Genčić. Genčić discuta de l'affaire avec des représentants étrangers à Belgrade et voyagea à l'étranger, essayant de sonder la manière dont on y concevait le changement de dynastie en Serbie au cas où le roi resterait sans descendance. Il découvrit que l'Autriche-Hongrie n'avait aucune intention de porter au trône serbe l'un de ses princes, en raison des difficultés qu'elle devrait affronter à cause de la Russie. La Russie, pour des raisons analogues, craignant la réaction de Vienne, refusait de proposer au trône un de ses propres princes.

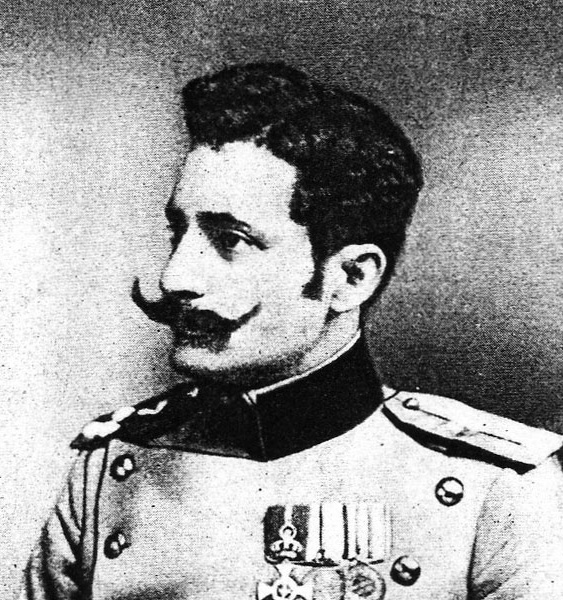
Vojislav Tankosić commandait le peloton qui a exécuté les frères de la reine Draga, Nikola et Nikodije Lunjevica

Le prince Mirko Dimitri Petrović-Njegoš, du Monténégro, était considéré comme un prétendant possible au trône de Serbie. Mais Pierre Karađorđević, qui vivait à Genève en tant que simple citoyen, parut un meilleur candidat, susceptible de rencontrer moins d'obstacles sur sa route vers la royauté. Nikola Hadži Toma, un marchand de Belgrade, fut introduit dans le complot et envoyé en Suisse pour rencontrer Pierre et l'impliquer dans la conspiration. Pierre refusa de se compromettre dans un régicide et considérait que seule une abdication du roi actuel était admissible. Cependant, parmi les conjurés, on jugeait qu'une pareille position était susceptible de déclencher une guerre civile et le capitaine Dragutin Dimitrijević accepta d'assassiner le roi et la reine.
Après l'échec d'une autre tentative de tuer le couple royal lors du cinquantième anniversaire de la création de la Société chorale de Belgrade, les comploteurs décidèrent d'opérer leur assassinat au palais royal, la résidence belgradoise de la dynastie des Obrenović. Des officiers de la garde furent recrutés, parmi lesquels le lieutenant colonel Mihailo Naumović, le petit-fils d'un garde du corps de Karađorđe, le héros du premier soulèvement serbe contre les Ottomans, tué à Radovanjski Lug en 1817, sans doute sur l'ordre de Miloš Obrenović, et qui avait conservé sa sympathie vis-à-vis des Karađorđević.
Le complot fut en partie éventé mais le roi écarta ces bruits en les considérant comme de la propagande. Quelques officiers furent arrêtés et traînés devant une cour martiale mais ils furent acquittés par manque de preuves. Craignant que le complot ne fût complètement découvert, les conspirateurs décidèrent de passer à l'acte dans la nuit du 28 au 29 mai 1903 (11 juin dans le calendrier grégorien), profitant de la première occasion où l'officier Naumović était de garde.

## Assassinat
L'assassinat du couple royal fut perpétré par des conspirateurs qui, tous, appartenaient à l'armée. Ils étaient dirigés par le capitaine Dragutin Dimitrijević Apis, lui-même stipendié par la Russie et par le chef de la société secrète Ujedinjenje ili Smrt (« L'Union ou la Mort »), familièrement désignée sous le nom de Main noire, qui soutenait le complot,. Conformément au plan, l'assassinat eut lieu dans la nuit du 28 et 29 mai 1903, selon le calendrier julien qui était alors en usage en Serbie.
La veille de l'assassinat, les conspirateurs étaient arrivés à Belgrade sous divers prétextes. Avec leurs camarades belgradois, ils passèrent la nuit dans les tavernes de la ville et, à la nuit tombée, furent divisés en cinq groupes. Le roi Alexandre, quant à lui, avait dîné avec ses ministres et la famille de la reine. Naumović, qui était de garde au palais, avertit les conspirateurs que le couple royal était endormi. Après minuit, le capitaine Dragutin Dimitrijević Apis donna l'ordre aux conjurés de rejoindre le palais. Au même moment, le colonel Aleksandar Mašin se rendit au casernement du 12e régiment pour en prendre le commandement, tandis que le lieutenant-colonel Petar Mišić préparait le 11e régiment à marcher sur le palais.
Quelques officiers, avec leurs hommes, cernèrent la résidence du premier ministre Dimitrije Cincar-Marković et celles d'officiers loyaux envers le roi. Le lieutenant Petar Živković, qui était de garde cette nuit-là, ouvrit le portail du palais à neuf heures. Les conjurés cherchèrent le couple royal pendant deux heures, en vain. Pendant ce temps, le capitaine Jovan Miljkovic, qui soutenait la conspiration sans y prendre part, ainsi que Mihailo Naumović, dont les conspirateurs ignoraient à quel camp il appartenait, furent tués. Les portes de la chambre du roi furent dynamitées mais on découvrit que la chambre était vide. Apis, pensant que le roi avait pris la fuite par un escalier situé dans la chambre, s'y engagea et trouva le roi dans une cour. Un des gardes loyaux envers le roi tira sur Apis qui fut blessé mais qui survécut à sa blessure en raison de sa forte constitution.
Découragés par leur recherche infructueuse, tandis que l'aube approchait et que leur chef Apis avait disparu, blessé, les conjurés pensèrent avoir perdu la partie.
En fait, d'après les historiens, les événements se révélèrent plus confus. Selon une version, les officiers entrèrent dans la chambre royale. Un lieutenant de cavalerie, Velimir Vemić, remarqua un retrait dans un mur de la pièce, qui, après examen, était fermé par une clé secrète ; le roi et la reine s'y étaient dissimulés. Selon une autre version, acceptée par la série télévisée serbe La Fin de la dynastie des Obrenović, le roi et la reine étaient cachés dans une petite pièce située derrière un miroir dans la chambre royale ; cette pièce, qui servait de garde-robe à la reine, dissimulait un passage secret conduisant à l'ambassade de Russie qui se trouvait juste en face du palais royal.
Le roi Alexandre invita les conspirateurs à se retirer, leur demandant de renouveler leur serment de fidélité à son égard. Selon une version, ils prêtèrent serment mais, selon une autre version, ils menacèrent de faire sauter le palais si le roi n'ouvrait pas le passage secret. Alexandre et la reine sortirent de la garde-robe et le capitaine d'artillerie Mihajlo Ristić tira sur eux toutes les balles de son révolver, suivi en cela par Vemić et par le capitaine Ilija Radivojević. Le roi mourut sous le premier coup et tomba à terre. La reine tenta de sauver la vie de son mari en le protégeant de son propre corps. Le général Petrović fut tué immédiatement après eux et les corps du roi et de la reine furent jetés par une fenêtre.
Le plus assuré dans les événements de la nuit est que le roi et la reine furent trouvés par hasard cachés dans une garde-robe et qu'ils y furent tués tous les deux et leurs corps mutilés jetés d'une fenêtre du second étage dans un tas de fumier. Le correspondant diplomatique, historien et écrivain C. L. Sulzberger rapporte le témoignage d'un de ses amis qui avait personnellement participé à l'assassinat. La petite troupe des conjurés « se rua dans le petit palais, trouva le roi et la reine blottis dans un cabinet (tous deux en robe de chambre de soie), les poignarda et les jeta par la fenêtre sur des tas de fumier, coupant les doigts d'Alexandre qui s'agrippait désespérément au chambranle ». Ce témoignage semble indiquer que le roi ne fut tué qu'après avoir été jeté hors du palais. Quoi qu'il en soit, l'assassinat du roi Alexandre coïncidait avec le 35e anniversaire de l'assassinat du prince Michel, un de ses prédécesseurs au trône de Serbie. Le couple royal fut enterré dans l'église Saint-Marc de Belgrade.

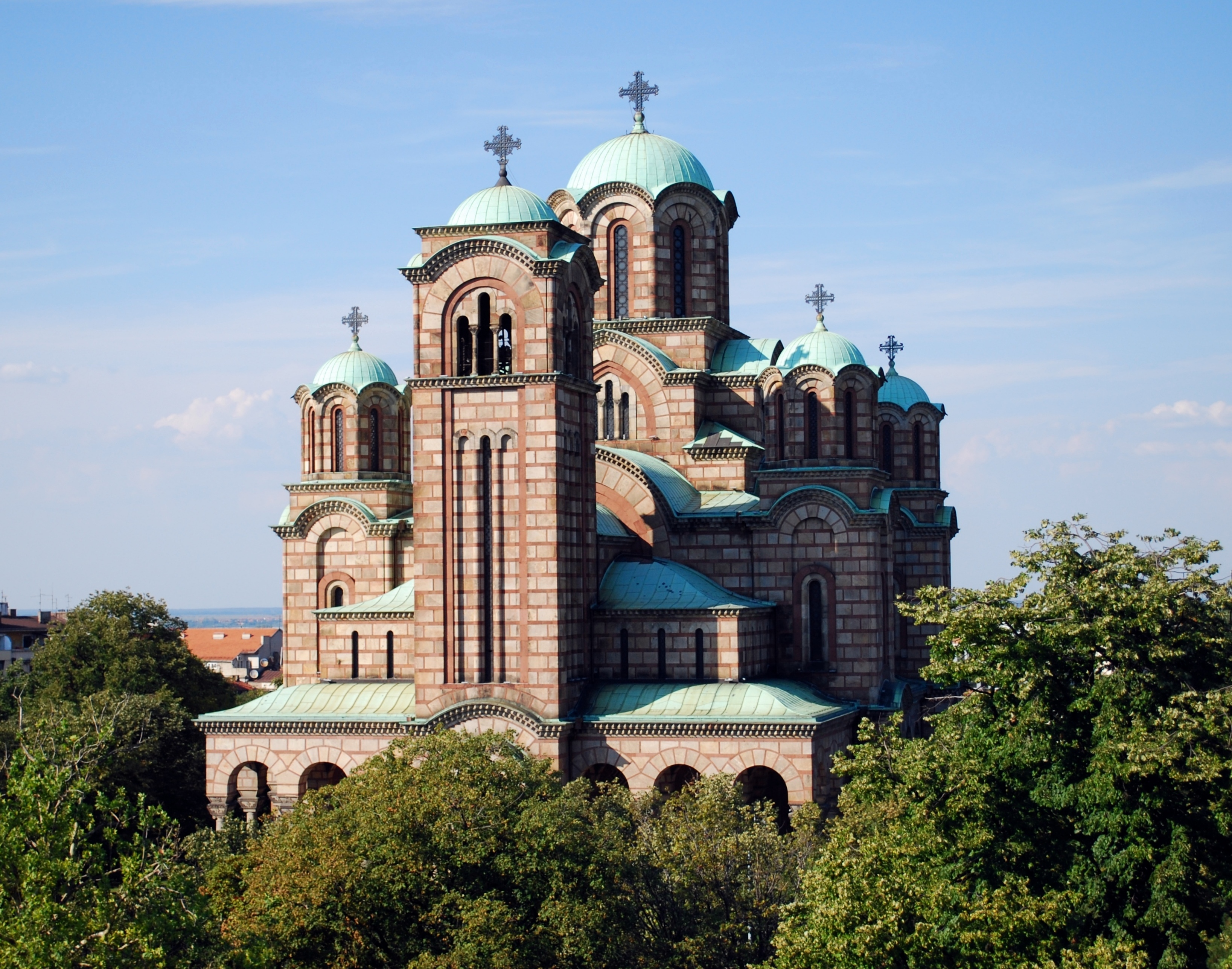
L'église Saint-Marc de Belgrade, où le couple royal est enterré

La même nuit, les frères de la reine Natalija, Nikodije et Nikola, furent tués par un peloton commandé par le lieutenant Vojislav Tankosić. Le Premier ministre, le général Dimitrije Cincar-Marković, et le ministre des Armées, le général Milovan Pavlović, furent également tués à leur domicile. Un troisième membre du gouvernement Cincar-Marković, le ministre de l'Intérieur Velimir Todorović, qui fut laissé pour mort n'était en fait que gravement blessé ; il vécut jusqu'en 1922.

## Conséquences
Un gouvernement par intérim fut désigné, sous la présidence de Jovan Avakumović. Aleksandar Mašin fut nommé ministre du Génie civil, Jovan Atanacković ministre des Armées et Đorđe Genčić ministre de l'Économie. En plus des anciens conjurés, les membres du nouveau gouvernement étaient le radical Stojan Protić, le libéral Vojislav Veljković, les chefs du Parti radical serbe indépendant Ljubomir Stojanović et Ljubomir Živković, ainsi que le progressiste Ljubomir Kaljević. Nikola Pašić, Stojan Ribarac et Jovan Žujović étaient également considérés comme membres du gouvernement, bien qu'ils fussent absents de Belgrade au moment du coup d'État.
Le 4 juin 1903, l'Assemblée nationale désigna Pierre Karađorđević comme roi de Serbie et une mission fut envoyée à Genève pour le ramener dans le pays. Il monta sur le trône sous le nom de Pierre Ier.
La nouvelle du coup d'État fut accueillie avec des sentiments mêlés de la part des Serbes. Nombre de ceux qui avait critiqué le roi à cause de la situation difficile du pays étaient satisfaits ; mais l'ancien roi avait aussi des partisans qui furent choqués, d'autant plus que les élections législatives qui avaient eu lieu peu avant l'assassinat lui avaient donné une majorité. Des éléments de l'armée se mutinèrent à Niš en 1904, prenant le contrôle du district et demandant que les régicides fussent jugés pour leur crime. Ils voulaient aussi montrer que l'armée dans son ensemble n'était pas responsable du coup d'État. Fidèle soutien de la dynastie des Obrenović, le futur voïvode (maréchal) Živojin Mišić se retira en 1904.
Sur le plan international, l'indignation contre le coup d'État se manifesta rapidement. La Russie et l'Autriche-Hongrie condamnèrent toutes deux vivement l'assassinat brutal du couple royal. Le Premier ministre britannique Arthur Balfour condamna l'assassinat quatre jours après qu'il eut été commis ; il prononça un discours à la Chambre des communes affirmant que l'ambassadeur Sir George Bonham n'était accrédité qu'auprès du roi Alexandre et qu'ainsi, après la mort du roi, les relations entre le Royaume-Uni et la Serbie étaient arrivées à leur terme. Bonham quitta la Serbie le 21 juin. Le gouvernement britannique demanda à Belgrade la punition des régicides. Les Pays-Bas également condamnèrent l'assassinat et rappelèrent leur ambassadeur. L'ambassadeur d'Autriche Konstantin Dumba persuada le ministre autrichien des Affaires étrangères Agenor Gołuchowski de s'accorder avec son homologue russe Vladimir Lambsdorff pour boycotter diplomatiquement la Serbie jusqu'à ce que les conspirateurs fussent renvoyés de toute position influente au gouvernement et dans l'armée. Cette mise à l'écart diplomatique fut couronnée de succès : en janvier 1904, les seuls ambassadeurs de la Grèce et de l'Empire ottoman restaient en poste en Serbie.
Affrontant la situation, le nouveau roi Pierre Ier prit la décision de renvoyer de la cour les officiers qui avaient pris part au coup d'État, tout en les promouvant à des postes supérieurs. Ces mesures donnèrent satisfaction à la Russie qui réinstalla un ambassadeur à Belgrade. Cette position fut suivie par la plupart des autres pays. Seuls le Royaume-Uni et les Pays-Bas continuaient à boycotter le nouveau pouvoir en Serbie.
La position britannique inquiétait le royaume de Serbie, surtout après l'insurrection d'Ilinden et la situation difficile en Macédoine qui s'ensuivait. Le gouvernement de Ljubomir Stojanović se montra prêt à accéder à la demande du Royaume-Uni de juger les conspirateurs mais la mise en place du procès revint au gouvernement qui lui succéda, présidé par Nikola Pašić. À la suite de ce procès, les conspirateurs les plus âgés purent prendre une retraite anticipée, tandis que les plus jeunes ne furent pas condamnés pour leur complicité dans l'assassinat. Dimitrijević fut plus tard promu au grade de colonel et servit d'officier de renseignement dans l'armée serbe. Les relations entre la Serbie et l'Empire britannique furent rétablies par un décret signé par le roi Édouard VII, trois ans après le coup d'État de mai.
Après le coup d'État, la vie en Serbie continua comme à son ordinaire, le roi Pierre se mêlant peu de la vie politique. Cette période est cependant marquée par la montée en puissance de la Main noire, une société secrète créée en 1911 par les plus jeunes comploteurs du coup d'État de 1903 qui souhaitaient, après les guerres balkaniques, accélérer la réalisation de l'union nationale de tous les Slaves du Sud.
Le revirement dans les relations entre la Serbie et l'Autriche-Hongrie avait eu lieu lors de la guerre douanière entre les deux pays, familièrement appelée « guerre des cochons », un conflit économique qui eut lieu entre 1906 et 1911 et dont la Serbie sortit victorieuse. Cette guerre économique, qui devait conduire la Serbie à l'étouffement, la conduisit à s'ouvrir encore davantage aux marchés de l'Europe du Nord et de l'Ouest.
En 1914, la Main noire commandita l'attentat de Sarajevo, exécuté par des membres de la société secrète Mlada Bosna (« Jeune Bosnie »), contre l'archiduc François-Ferdinand d'Autriche. Ce fut l'événement déclencheur de la Première Guerre mondiale.